# 加布里亚斯
加布里亚斯（法語：Gabrias，法語發音：[ɡabʁijas]）是法国洛泽尔省的一个市镇，属于芒德区。

## 地理
加布里亚斯（44°32'15"N, 3°22'10"E）面积20.65 平方千米，位于法国奧克西塔尼大區洛泽尔省，该省份为法国南部内陆省份，北起上盧瓦爾省和康塔爾省，西接阿韦龙省，南至加尔省，东临阿尔代什省。
与加布里亚斯接壤的市镇（或旧市镇、城区）包括：巴尔雅克、埃斯克拉内德、格雷兹、蒙罗达、拉尚-里贝讷、蒙德朗东。

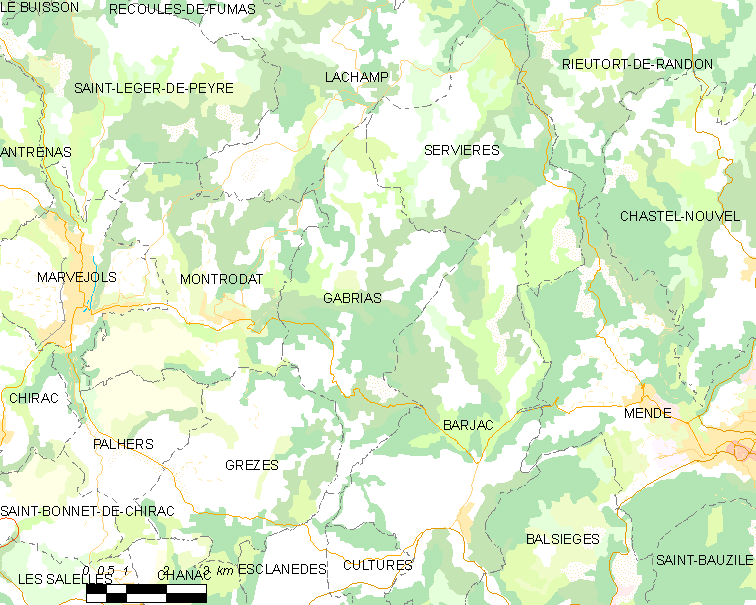
加布里亚斯的OSM定位图

加布里亚斯的时区为UTC+01:00、UTC+02:00（夏令时）。

## 行政
加布里亚斯的邮政编码为48100，INSEE市镇编码为48068。

## 政治
加布里亚斯所属的省级选区为科拉涅河畔堡县。

## 人口

1962-2008年间加布里亚斯人口变化图示

加布里亚斯于2022年1月1日时的人口数量为159人。